# 500 Fifth Avenue
Il 500 Fifth Avenue è un grattacielo situato sulla West 42nd Street a Manhattan, New York. È adiacente al Bryant Park. Nonostante questo edificio art déco non sia conosciuto quanto l'Empire State Building, le due costruzioni hanno in comune due particolari: entrambi sono stati completati nel 1931 e progettati dalla stessa società (Shreve, Lamb & Harmon Associates).